# Arturo Sampay
Arturo Enrique Sampay (Concordia, Entre Ríos, 1911 ― La Plata, 1977) était un juriste, professeur d’université et essayiste argentin, spécialisé en droit constitutionnel.
Après avoir adhéré aux idées du radical Hipólito Yrigoyen, notamment à son nationalisme social, il devint conseiller municipal de sa ville natale pour l’UCR, puis pencha vers l’humanisme chrétien et développa une pensée social-chrétienne. Il rejoignit ensuite le mouvement radical dissident FORJA, et se rallia enfin au péronisme au milieu de la décennie 1940. En 1949, sous le premier gouvernement de Perón, il fut élu membre de l’assemblée constituante et sera à ce titre le principal concepteur de la constitution argentine de 1949 et par là l’artisan du constitutionnalisme social en Argentine. Il enseigna le droit politique, le droit constitutionnel et les sciences politiques dans plusieurs universités en Argentine, mais fut contraint en 1952, par suite de la disgrâce de Mercante, à qui il était lié, et de la sienne propre auprès du pouvoir péroniste, de s’exiler pour la Bolivie et l’Uruguay. Les gouvernements qui se succédèrent après le coup d’État antipéroniste de septembre 1955, s’ils l’autorisèrent à rentrer en Argentine en 1958, ne mettront pas un terme à l’ostracisme à son encontre, et ce n’est qu’en 1974, avec le retour de Perón, qu’il rentra dans ses fonctions d’enseignant universitaire. Il siégea à la Cour suprême de justice de la Nation de 1973 à 1976, et fut désigné en 1975 membre de la Commission contre la discrimination raciale des Nations unies.
Doté d’une vaste culture philosophique et historique, Arturo Sampay est l’auteur de plusieurs ouvrages théoriques de science politique et d’histoire institutionnelle, où se manifeste ce qu’il appelle sa gnoséologie réaliste (ou réalisme ontologique), c’est-à-dire son parti pris d’étudier l’État comme réalité historique concrète et dynamique, avec sa structure et fonction actuelles, tel qu’il se présente à nous à notre époque et dans notre espace historiques. Dès lors, la pensée de Sampay sera en constante évolution, l’auteur la confrontant sans cesse à la réalité changeante de l’Argentine et du monde. En particulier, il analysa avec minutie le processus historico-institutionnel de la République argentine depuis la révolution de Mai, mettant au jour, nombreux documents à l’appui, les causes profondes des événements et le substrat socio-politique des différents textes constitutionnels.
Ses réflexions sur la constitution l’amèneront à rejeter l’idée du texte constitutionnel comme charte fondatrice hypostasiée de la communauté politique ; la constitution écrite, juridique, n’épuise pas le concept de constitution, n’en étant en effet qu’une des trois strates, à côté de la constitution réelle (la structure sociale existante) et la constitution primigène (ensemble des atavismes, traditions anciennes, déterminismes géographiques etc.). La constitution juridique écrite n’est pas un objet autonome, mais l’émanation de la constitution réelle, qu’elle doit refléter, sous peine de n’être qu’une constitution nominale vide de substance ; une constitution juridique ne peut avoir de pouvoir de transformation sociale que si les voies nouvelles qu’elle trace épousent l’évolution de la constitution réelle, et que si elle renforce ainsi cette évolution par le poids de son impérativité juridique (influant alors sur la réalité sociale). Aussi les transformations survenues en Argentine depuis 1853, date de la première constitution nationale (toujours en vigueur en 1949), appellent-elles l’adoption d’une nouvelle charte qui tienne compte des réalités modernes que sont l’industrialisation du pays, la maturité politique de la population argentine, la manifeste volonté d’émancipation des classes laborieuses etc. Le texte constitutionnel moderne devra fixer comme but suprême de l’organisation politique la poursuite de l’intérêt général (le bien commun) et affirmer la légitimité de l’intervention de l’État dans les affaires économiques sitôt que ce but le requiert, au rebours des constitutions du XIXe siècle, qui, issues des Lumières, consacrent le droit « libéral-bourgeois » et traduisent une conception individualiste de l’économie, instituant p.ex. le droit absolu de propriété et la liberté de conclure des contrats, sans égard à l’intérêt général de la population.

« La réalité historique enseigne que le postulat de la non intervention de l’État en matière économique, y compris dans la prestation de travail, est en lui-même contradictoire. Parce que la non intervention signifie laisser les mains libres à différents groupes dans leurs conflits sociaux et économiques, et dès lors, permettre que les solutions procèdent du rapport de forces entre ces groupes. Dans de telles circonstances, la non intervention implique l’intervention en faveur du plus fort. »

— Arturo Sampay

## Biographie
Arturo Sampay naquit à Concordia, dans la province d’Entre Ríos, comme fils de Fernando Sampay et d’Antonia Berterame. Il poursuivit entre 1925 et 1929 ses études secondaires dans le traditionnel Collège national de Concepción del Uruguay. Sa formation scolaire fut complétée par la fréquentation de son grand-oncle prêtre, Carlos Sampay, qui l’initia à la philosophie et aux langues anciennes, latin et grec ; c’est lui qui mit à sa portée la Somme théologique de saint Thomas d'Aquin ainsi que d’autres œuvres qui marqueront la culture intellectuelle de Sampay.

### Engagement auprès d’Yrigoyen et études de droit
Arturo Sampay se reconnut très jeune dans les idées du nationalisme radical professées par Hipólito Yrigoyen et réussit à se faire élire conseiller municipal de sa ville natale Concordia sous l’étiquette UCR. En 1929, il s’engagea activement dans la campagne en faveur de la nationalisation du secteur pétrolier que menaient alors le président Hipólito Yrigoyen et le général Enrique Mosconi.
À partir de 1930, il alla s’établir à La Plata, capitale de la province de Buenos Aires, pour y entreprendre des études universitaires à la faculté des sciences juridiques et sociales de l’université nationale de la ville, et obtint en 1932 son diplôme d’avocat avec distinction. Il soutint ensuite une thèse de doctorat intitulée « La crisis del Estado de Derecho liberal burgués » (littér. la Crise de l’État de droit libéral bourgeois), puis suivit plusieurs cursus de post-graduat : en Suisse, auprès de Dietrich Schindler, disciple de Hermann Heller, où il s’appliqua à conceptualiser philosophiquement les constitutions des différents pays, postulant qu’elles étaient toujours conditionnées par la réalité sociale et que par suite le projet de les étudier obligeait à examiner leur substrat sociologique ; à Milan, auprès de Francesco Olgiati et d’Amintore Fanfani, où il fréquenta un cours sur les origines du capitalisme donné par ce dernier ; et à Paris, où il écouta à la Sorbonne les conférences de Louis Le Fur sur le droit naturel, et celles que prononçait à son domicile le philosophe catholique Jacques Maritain.
Nonobstant que le président Yrigoyen eût été renversé par le coup d’État de septembre 1930, la province d’Entre Ríos connut à nouveau plusieurs gouvernements radicaux. C’est ainsi que sous le gouvernorat du radical antipersonnaliste Luis Etchevehere fut adoptée en 1933 une constitution de conception moderne, à laquelle Sampay consacrera sa première étude juridique ; dans cet ouvrage, intitulé La Constitución de Entre Ríos ante la nueva ciencia constitucional: carácter de la nueva Constitución de Entre Ríos, parue une première fois en 1934, pétrie d’orgueil provincial et d’un « amour visible et légitime pour la tradition et les valeurs d’Entre Ríos » (selon ce qu’en dit le professeur Faustino Legón, préfacier de la seconde édition de 1936), Sampay marquait déjà sa position face à l’évolution alors en cours du droit constitutionnel ; en effet, vers cette époque, plusieurs provinces argentines sanctionnaient des constitutions de transition en y insérant, certes timidement encore, des principes sociaux tendant à dépasser le « constitutionnalisme libéral » classique.
En 1944, il épousa Dora Navarro et élut domicile à La Plata ; de leur union naîtront les enfants Dora Mirta, María Alicia et Arturo Enrique. La même année, il devint enseignant à l’université nationale de la ville, occupant la chaire de Droit politique.
Sampay était membre de l’Institut international de Philosophie du droit et de Sociologie juridique, de l’Institut argentin de Philosophie juridique et sociale, et de la Fondation Victoria-Suárez pour l’étude du droit international.

### FORJA et adhésion au péronisme
Au milieu de la décennie 1940, Sampay, catholique militant et affilié au parti radical d’Entre Ríos, fit un virage vers le nationalisme et fut l’un de ces radicaux qui rejoignirent le péronisme, mouvement politique d’inspiration sociale appelé à porter à la présidence de l’Argentine le colonel Juan Perón. Sampay et Perón se connurent en 1944 lorsque celui-ci eut déjà, en qualité de titulaire du secrétariat au Travail et à la Prévoyance, apporté d’importantes contributions à la création d’une législation du travail. À partir de ce moment, les deux hommes entretiendront une relation étroite, Sampay embrassant la cause de Perón, devenant un de ses principaux conseillers, et assistant Evita en plusieurs occasions. Vers la même époque, Sampay avait également été introduit, par le biais de quelques-uns de ses amis, chez les jeunes radicaux de FORJA, avec lesquels il partageait les mêmes inquiétudes politiques, et s’était lié en particulier avec deux intellectuels qui faisaient figure de chefs de file de cette jeune génération, Arturo Jauretche et Raúl Scalabrini Ortiz.
En 1945, lors de l’intervention fédérale (= mise sous tutelle par le pouvoir central) décidée contre la province de Buenos Aires, Sampay fut désigné par l’interventeur fédéral Juan Atilio Bramuglia premier sous-assesseur de gouvernement, puis fut nommé procureur d’État de la province, auquel titre il sera chargé d’enquêter sur l’évasion fiscale de grandes entreprises telles que celles du groupe Bemberg et la C.A.D.E. ; touchant cette dernière, il fut l’artisan, aux côtés de Miguel López Francés et d’Arturo Jauretche (pour lors respectivement ministre des Finances et président de la Banque de la province de Buenos Aires), de la provincialisation totale (c’est-à-dire son transfert aux autorités publiques provinciales) de cette importante institution.

### La constitution de 1949
En 1945, il rejoignit l’Unión Cívica Radical Junta Renovadora (UCR-JR), parti nouvellement fondé par des radicaux ayant fait sécession de l’UCR car désireux de soutenir la candidature à la présidence de Juan Perón, et l’un des trois partis qui allaient appuyer celui-ci. Le candidat à la vice-présidence associé en binôme à Perón, Juan Hortensio Quijano, appartenait justement à l’UCR-JR. Au lendemain de la victoire de Perón aux élections de février 1946, Sampay devint l’un des principaux maîtres d'œuvre de ce qu’on appellera la « doctrine justicialiste ».

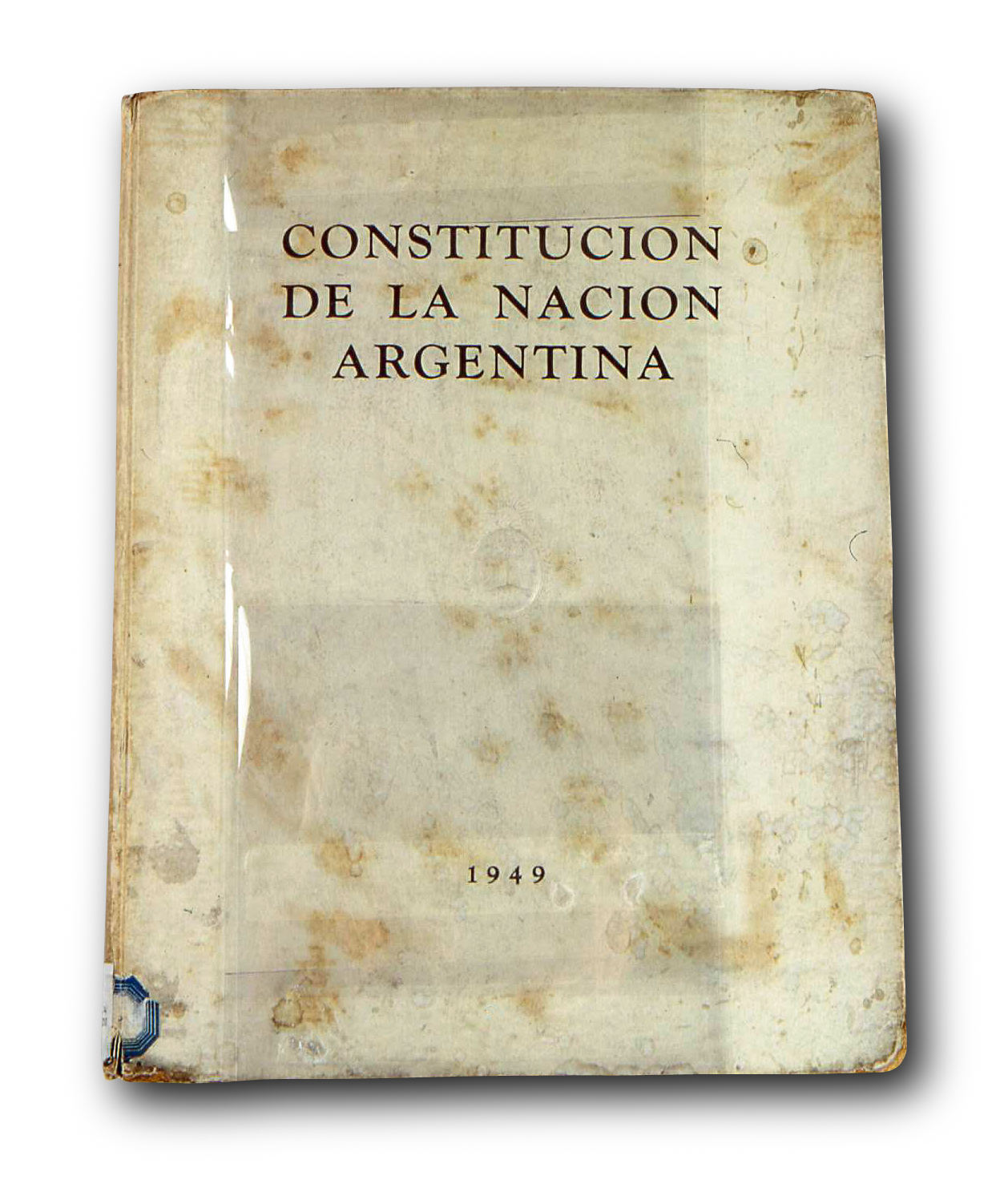
Exemplaire de la constitution argentine de 1949 exposé au musée du Bicentenaire à Buenos Aires.

En 1946, sous le gouvernorat de Domingo Mercante, Sampay fut nommé procureur de la province de Buenos Aires.
Aux élections de décembre 1948, il fut élu conventionnel pour la province de Buenos Aires, et appelé donc à siéger à la Convention constituante qui se réunit entre janvier et mars 1949 en vue de modifier la Constitution nationale. Cette réforme, qui intervenait près d’un siècle après l’adoption de la constitution de 1953, et dont Sampay fut l’informateur et le principal inspirateur doctrinal, renversa totalement l’esprit alberdien du texte constitutionnel de 1853, et dota ainsi l’Argentine d’« un nouvel instrument constitutionnel, propre à régir la destinée nationale dans un sens de grandeur fondé sur la Justice sociale couplée à un développement socio-économique autosoutenu et à un esprit communautaire de grande résonance dans le concert des peuples frères ». En réalité, cette réforme aboutit à une constitution nouvelle, « où l’arrière-fond individualiste du droit libéral-bourgeois à l’œuvre dans le texte de 1853 était remplacé par une conception sociale, profondément chrétienne et humaniste, à fondement thomiste, qui rehaussait et situait à leur juste mesure l’homme, sa famille, les associations et l’État. Et qui rétablissait […] la souveraineté argentine dans les facteurs essentiels que sont la croissance économique nationale et la grandeur matérielle du pays ». Dans son rapport sur le projet de constitution, Arturo Sampay expose l’architecture novatrice de la nouvelle constitution nationale, et éclaire son ordonnancement original, où la première partie est subdivisée en quatre chapitres, au lieu du chapitre unique que présentait le texte de 1853. Au rebours de celui-ci, la constitution de 1949 comportait sur le plan économique un élément moderne, à savoir qu’elle autorisait, dans l’activité privée, l’intervention de l’État au profit de l’intérêt général de la population. D’autre part, le projet de Sampay entendait mettre en avant le « système démocratique », lequel sera ensuite énoncé expressément dans l’article 15 de la nouvelle constitution ; aussi, pour la première fois depuis 1853, la constitution argentine déclarait-elle explicitement s’appuyer sur l’idée démocratique.
En 1951, Sampay fit paraître le livre Introducción a la teoría del Estado.

### Persécution et exil
En 1952, alors que Sampay exerçait toujours comme procureur d’État de la province de Buenos Aires, le major Carlos Aloé vint remplacer à la tête de la province le colonel Domingo Mercante, dont la position au sein du péronisme s’était dégradée et qui fut finalement écarté des sphères du pouvoir, avec l’aval de Perón lui-même, car soupçonné de vouloir supplanter celui-ci ; à cela s’ajoutait en 1954 le conflit qui opposait le gouvernement à l’Église catholique. Par l’effet de ces deux facteurs, Sampay, qui appartenait à la fois au groupe de Mercante et au nationalisme catholique, fut à présent persécuté par le pouvoir péroniste dont il était pourtant un des exposants, et sera alors contraint de fuir l’Argentine, déguisé en prêtre et avec de fausses pièces d’identité, d’abord pour le Paraguay, puis pour la Bolivie, où il fut nommé membre de l’Institut de Droit politique de l’université de La Paz, où il exerça diverses activités universitaires, et où parurent quelques études de sa main, et enfin, en 1954, à Montevideo, où il s’établit,,.
Sa situation ne changea guère avec la chute du péronisme en 1955. Après le coup d’État de septembre de cette année et l’arrivée au pouvoir de l’autodénommée Révolution libératrice, sa proscription fut renouvelée, cette fois sur décision des antipéronistes. De son exil sur l’autre rive du Río de la Plata, Sampay fut le spectateur de la mise à l’index de plusieurs de ses ouvrages scientifiques, taxés de « littérature péroniste », et lutta pour le maintien en vigueur de la Constitution de 1949, que le gouvernement de facto avait promptement abrogée pour restaurer la vieille Constitution de 1853.
Ce n’est qu’en 1958, à la faveur de l’accession à la présidence d’Arturo Frondizi et d’une loi d'amnistie, qu’il sera autorisé à revenir en Argentine, quoique sans pouvoir reprendre ses fonctions d’enseignant à l’université, sa personne et sa pensée restant ostracisées ; de plus, il fut écroué sur des incriminations dérisoires. Cependant, dans le même temps, l’Uruguay et le Chili l’accueillaient, désirant profiter de son magistère en vue des réformes constitutionnelles que ces pays avaient mises en chantier ; de fait, la constitution de ces États (celle uruguayenne de 1967 et celle chilienne de 1971) portera l’empreinte de Sampay, notamment pour ce qui touche à l’expropriation de biens et la nationalisation des services publics, points déjà intégrés auparavant dans l’article 40 de la Constitution argentine de 1949,.
En 1968, il fonda et dirigea la revue Realidad Económica, qui devint une des plus importantes dans ce domaine en Argentine et continue de paraître encore aujourd’hui (2018), et présida à partir de 1969 l’Institut argentin pour le développement économique (IADE).

### Dernières années
En 1971, le gouvernement de facto du général Lanusse mit sur pied une Commission consultative pour l’étude de la réforme constitutionnelle, et désigna pour en faire partie des constitutionnalistes reconnus, notamment Germán Bidart Campos, Carlos M. Bidegain, Natalio Botana, Alberto Spota, Jorge Vanossi, ainsi que d’autres, y compris même un péroniste, Pablo Ramella ; mais Sampay en fut tenu à l’écart.
En 1973, il s’applaudit du retour au pouvoir du péronisme, encore que Sampay ne se vît confier aucune charge officielle dans le nouveau gouvernement. En revanche, il recouvra cette même année 1973 son statut de professeur d’université, se voyant attribuer en effet la chaire de Droit constitutionnel et aussi la direction de l’Institut de droit public de la faculté de droit à l’université nationale de Buenos Aires, fonction qu’il remplira sans discontinuer jusqu’en mars 1976. Perón souhaita connaître l’avis de Sampay sur le traité du Río de la Plata, négocié en 1973 entre les ministères des Affaires étrangères argentin et uruguayen ; Sampay évoqua alors la possibilité d’accorder un statut pour l’utilisation des eaux qui n’eût pas pour autant impliqué de fixation de frontière. Plus tard, Sampay élabora pour le compte de Perón un projet de loi instituant la fonction de premier ministre, cependant sans s’adosser à des exemples antérieurs de régimes parlementaristes.
En 1975, le gouvernement argentin proposa Sampay comme membre de la Commission contre la discrimination raciale auprès des Nations unies, commission dont il occupa la vice-présidence jusqu’au moment où eut lieu le coup d’État de mars 1976. Le nouveau pouvoir le releva de ses fonctions et lui fit interdiction d’enseigner à l’université. Bientôt après cependant, Sampay tomba malade et mourut en 1977.
En 2014, il fut proclamé Citoyen illustre à titre posthume de la province d'Entre Ríos, par la loi no 10.330.

## Pensée politique et recherches théoriques

### Idées-forces de sa pensée politique
Trois constantes peuvent être dégagées de la pensée politique de Sampay : 1) son théisme métaphysico-religieux et, par corollaire, l’acceptation d’un ordre moral objectif, sauvegarde de la liberté et de la dignité humaines, et dans le même temps fondement d’une conception réaliste de l’État privilégiant le bien général par rapport au bien particulier des individus ; 2) son nationalisme et dirigisme économiques, comme seul moyen de libérer son pays de la dépendance étrangère et de permettre ainsi le développement plein et harmonieux de ses ressources ; 3) sa confiance dans les capacités de jugement du peuple argentin en tant que sujet du pouvoir constituant de l’État,.
Une autre constante dans la pensée de Sampay est son insistance sur l’apport du christianisme, sur le rôle évangélisateur de l’Église et sur la mission qui est la sienne de protéger et d’élever les pauvres et les opprimés. Chez Sampay se discerne une attention continuelle aux droits de la personne, dont le respect conditionne l’accès à la pleine dignité humaine. Sampay était persuadé que le progrès de la justice est le dessein inéluctable de l’évolution historique et qu’il constitue le ressort de la lutte des peuples pour un monde meilleur.
Selon Sampay, toute la science politique authentique de notre civilisation, y compris la plus avancée de notre temps, est une reproduction, moyennant quelques nécessaires annotations et explications, de la science et de la technique politique de Socrate, Platon et Aristote, surtout de ce dernier, qui fut à ses yeux le génie systématisateur de la haute pensée grecque.
Sa gnoséologie politique, c’est-à-dire son appréhension de la réalité sociale, qui lui servira de substrat de réflexion systématique et d’instrument d’analyse dans tous ses ouvrages, en est une réaliste, par opposition à la gnoséologie idéaliste des Lumières qui avait prévalu jusque-là et qui entendait évaluer l’État selon des critères exclusivement juridico-rationalistes s’appuyant sur une éthique individualiste.

### Théologie politique
Pour Sampay, la théorie de l’État est « une connaissance systématique, dans laquelle est provisoirement suspendu tout jugement de valeur, de l’entière réalité politique concrète et actuelle à laquelle le chercheur se trouve existentiellement assigné, et dont la fonction propre est de présenter la connaissance exercée de cette réalité politique à l’effet d’en déterminer, à un moment ultérieur, la valeur au regard des principes normatifs de la science politique ». La science politique quant à elle, entendue comme philosophie politique, est, par rapport aux autres sciences pratiques, une science structurante, qui, retrouvant chez Sampay son sens classique, est articulée à partir du principe premier de praticité et des concepts universels élaborés par abstraction. Ainsi, la contribution de Sampay est d’avoir incorporé, en un seul corps de doctrine, et à la lumière desdits principes de philosophie, l’ensemble des apports authentiques des différentes théories de l’État, corps de doctrine dans laquelle ces apports atteignent alors leur authentique valeur et où se fait jour le réalisme ontologique dans toute sa vigueur.
Sampay postule qu’à toute forme politique concrète correspond une cosmovision déterminée qui, si elle veut être complète, ne peut être donnée que par la théologie. Cette vision cosmique trouve son expression dans la constitution juridique (voir ci-dessous) ; elle est l’âme qui, dans celle-ci, « imprègne le noyau éthique des dispositions fonctionnelles ». Le réalisme de Sampay, produit de sa formation aristotélicienne et thomiste, est tributaire de doctrines d’origine diverse avec lesquelles il vient s’associer en un assemblage harmonieux, et est couronné par une théologie politique provenant pour l’essentiel du philosophe Juan Donoso Cortés : « Tout État réel-historique, comme structure qui est à la fois élément d’un ensemble structurel de culture, est conditionné par une conception organique du monde. Avec cette assertion nous touchons justement au cœur de ce qui a été dénommé théologie politique, et qui consiste dans la reconnaissance que toute singularité étatique est inspirée, comme l’est le corps par l’âme, par son noyau métaphysique inné et nécessaire ».
La pensée politique de Sampay interromp la tendance originelle de la théorie de l’État telle qu’élaborée dans la première moitie du XIXe siècle — c’est-à-dire dans l’esprit des Lumières, naturaliste, et fondé sur une base gnoséologique idéaliste, tendance qui veut juger de tel État uniquement d’un angle juridico-rationaliste appuyé sur une éthique individualiste — et dans le même temps s’oppose aux prémisses de certaines théories politiques surgies dans la post-modernité, qui s’évertuent à reformuler, au travers du consensus, l’idée même de justice telle que découlant du contrat social.

### Politique et économie
Dans la pensée de Sampay, l’économie est une réalisation de l’éthique au travers de la politique. Dans l’ordre pratique, l’indissociabilité de l’économie et de l’éthique, voire la subordination de l’économie à l’éthique et à la politique, est le corollaire de l’indivisibilité de l’activité humaine, qui tend toujours et nécessairement à accomplir la perfection de l’homme, ce qui constitue véritablement la fin ultime de la vie. Il en résulte alors pour Sampay que l’ordre économique est un ordre pratique humain, dont les premiers principes sont fournis par la doctrine morale ; il en découle à son tour qu’il revient naturellement à l’État, en sa qualité d’institution servant à faire appliquer et rendre effectifs les principes éthiques par le biais du droit, d’exercer la fonction régulatrice des activités économiques, étant bien entendu cependant « qu’il s’agit d’un ordonnancement conditionné par des critères éthiques — par la justice sociale — et qui, tout en sauvegardant l’action libre et responsable des hommes, poursuit le bien commun, afin que la personne humaine puisse réaliser son destin spécifique ».
Dans son Rapport en vue de la réforme constitutionnelle de 1949 (en espagnol Informe para la reforma constitucional de 1949), Arturo Sampay expose que le principe libéral de non-intervention de l’État dans le processus économique, inscrit dans la constitution de 1853, implique en creux une intervention en faveur de ceux qui accaparent les biens aux dépens de la collectivité. À l’opposé, la constitution sanctionnée sous le gouvernement péroniste voudra confier à l’État une fonction stratégique dans la direction de l’économie nationale, au bénéfice de la grande masse du peuple, volonté incarnée dans le chapitre quatre intitulé La fonction sociale de la propriété, le capital et l’activité économique, où se note en particulier le révolutionnaire art. 40, qui énonce que « l’organisation de la richesse et son exploitation ont pour but le bien-être du peuple, dans le cadre d’un ordre économique conforme aux principes de la justice sociale. L’État pourra, au moyen d’une loi, intervenir dans l’économie et monopoliser telle activité déterminée, pour sauvegarder l’intérêt général […]. » Dans le même article est déclarée imprescriptible et inaliénable la propriété nationale des richesses minières, des cours d’eau et des hydrocarbures. Ce même article encore, où l’empreinte forjiste est patente, proclame également le principe que « les services publics appartiennent originellement à l’État et ne pourront, sous quelque considération que ce soit, être aliénés ou concédés pour leur exploitation », principe qui est en résonance avec certaines des mesures prises par le gouvernement péroniste, telles que la nationalisation des chemins de fer et de la totalité des services publics.
S’il prônait la nationalisation des services publics de même que des richesses de base de la collectivité, c’était non seulement pour des raisons politiques, de sécurité de l’État ou pour des considérations économiques, mais aussi en raison de l’opportunité de s’en saisir comme outils en vue de la réforme sociale. Dans un texte intitulé Ideas para la revolución de nuestro tiempo, Sampay prévient que les révolutions violentes surviennent quand les oligarchies, enkystées au pouvoir afin de préserver leurs privilèges quitte à empêcher l’amélioration des conditions de vie du reste de la population, entravent l’accession des classes sociales progressistes au gouvernement de la communauté.
Sampay dénonçait, de concert avec Scalabrini Ortiz, les nouveaux instruments de colonisation au service de l’impérialisme :

« La manière moderne dont le pays hautement développé domine, ajuste et façonne l’économie du pays sous-développé, ne consiste plus dans l’annexion pure et simple du territoire de celui-ci, comme ce fut la méthode aux XVIIIe et XIXe siècles, mais à manipuler son propre crédit et sa propre monnaie. En effet, le développement d’un pays se fait par le biais de sa politique d’investissements, et celui qui donne les ordres en matière de crédit et d’expansion ou contraction de la circulation monétaire, tient en ses mains le développement de ce pays et le manœuvre de manière imperceptible mais ferme, comme les doigts du marionnettiste les mouvements de la marionnette. »

— Arturo Sampay

### Théorie de la constitution
Sampay commence par poser la notion de la réalité intégrale de la constitution, par opposition au réductionnisme ― propre à l’idéologie née au XVIIIe siècle et destinée à institutionnaliser la récente hégémonie de la bourgeoisie ―, qui tend à faire croire que la constitution écrite épuiserait à elle seule la réalité constitutionnelle. Dans la vision de l’auteur, la structure appelée par lui constitution globale est « le mode d’être et d’œuvrer que la communauté politique adopte au moment où elle se crée, se recrée ou se réforme ». Cette constitution globale comporte différentes strates, qui influent l’une sur l’autre de façon dynamique ; ce sont :
- la constitution primordiale (ou primigène, en espagnol constitución primigenia), que toute communauté politique possède et qui lui a été « imposée par les conditions géographiques du pays, par la situation du territoire de l’État sur la planète et dans l’univers sidéral, par les particularités (idiosyncrasie) de la population modelée par lesdites conditions géographiques et astrales et plus spécialement par la culture traditionnelle ».
- la constitution réelle, qui « est déterminée par la classe sociale dominante, par les structures de pouvoir au moyen desquelles cette classe exerce son hégémonie, la finalité que de telles structures de pouvoir poursuivent effectivement, les façons d’opérer de ces structures, et l’activité de création et de distribution des biens que, fondamentalement, la classe dominante également établit et ordonne. En somme, selon ce qu’affirme Aristote d’une expression péremptoire, la couche sociale dominante est la constitution ». De l’accord entre ces deux espèces de constitution sera élaborée, comme fruit d’une décision juridique prise dans ce contexte donné[10] :
- la constitution juridique de l’État, laquelle consiste en « un code superlégal, sanctionné par la classe sociale dominante, qui institue les organes de gouvernement, règle la procédure de désignation des titulaires de ces organes, définit et coordonne la fonction de ceux-ci en vue de réaliser le but fixé par la Constitution, et prescrit les droits et obligations des membres de la Communauté »[10].

Ces trois types de constitution interagissent les uns sur les autres révélant par là leur influence respective particulière. Ainsi, la constitution primordiale détermine l’origine et l’évolution des facteurs socio-historiques, qui à leur tour conditionnent la constitution réelle. Ces facteurs socio-historiques s’énumèrent fondamentalement comme suit : les us et coutumes du peuple, déterminés dans une large mesure par la culture traditionnelle ; certain type de travail social produisant un type déterminé de biens ; le commerce extérieur ; les caractéristiques qu’adopte la défense militaire. Cette constitution primordiale, précise Sampay, « impose ses lois avec la force inattaquable des faits naturels et avec une force similaire à la force propre aux événements tributaires des us et coutumes populaires qui sont de concrétion lente et ferme ». Des changements restent possibles dans ce type constitutionnel, moyennant qu’ils se greffent sur les tendances immanentes de son évolution et transformation, mais en tout état de cause requièrent de longs délais pour se manifester.
Quant à la constitution réelle, sa transformation est le produit de la résolution des grands facteurs sociaux, « à condition que ceux-ci répondent aux lois de l’évolution et de la transformation des réalités socio-historiques de la constitution réelle ». Sa mutation et son changement, prenant origine dans les volontés humaines fédérées autour d’intérêts, requièrent des délais historiques moindres que ceux nécessaires à la transformation de la constitution primigène. Enfin, la rédaction du texte écrit de la constitution juridique demande au contraire un laps de temps très court ; cependant, ce qui importe en elle est son adéquation, ou sa confrontation, à la constitution réelle, pour autant du moins qu’elle prétende à quelque viabilité, et que pour cela elle consente à accueillir dans ses clauses, ne fût-ce que pour une part minime, les caractères essentiels de la constitution réelle.
Il y a trois manières possibles pour la constitution écrite d’influer sur la constitution réelle. La première, « en impulsant l’évolution dans un sens qui est le sien [=de la constitution réelle], et en régulant les organes d’État en accord avec les structures de pouvoir » ; une deuxième, « en dirigeant l’activité sociale contre cette évolution et en organisant le pouvoir politique contre les structures réelles de pouvoir », de quoi toutefois résulterait un texte vide de substance, appelé constitution nominale dans la typologie de Karl Loewenstein. De même, ajoute-t-il, « se transforme en constitution nominale la constitution écrite qui se propose prématurément d’implanter une mise en œuvre effective de la justice à laquelle les structures de la constitution réelle ne consentent pas ». Enfin, une troisième forme d’interaction entre les types de constitution se fait jour lorsque la constitution juridique entrave l’évolution de la constitution réelle ou lui en trace impérativement d’autres, et où, dans le premier cas de figure, la constitution écrite devient constitution nominale, et dans le second, quand les voies ainsi tracées épousent mieux l’évolution de la constitution réelle, celles-ci renforcent son application, produisant alors une constitution normative, « parce que d’une certaine manière, son impérativité juridique modifie la réalité sociale ». Sampay relève que dans ces différentes imbrications entre constitution réelle et constitution juridique (compte tenu que celle-ci se manifeste au travers de préceptes rigides, tandis que celle-là, en sa qualité d’entité historique, est dynamique) l’adéquation de l’une à l’autre n’est jamais donnée une fois pour toutes ; la résultante qui émerge de leur confrontation est la pratique constitutionnelle, « façonnée par l’interprétation que font [de la constitution écrite] les hauts pouvoirs de l’État ».
Sampay signale l’apparition, à partir de la constitution réelle et en marge de la constitution écrite, de coutumes praeter constitutionem, destinées à remplir les vides laissés par cette dernière. De la même manière, quand la constitution juridique est en passe de se transformer en constitution nominale, il surgit de la constitution réelle un ensemble de coutumes contra constitutionem. Sampay au passage critique l’ingénuité du juriste constitutionnel qui, dans ces phénomènes de la réalité, voit des « violations de la constitution », son formalisme dogmatique l’empêchant en effet de s’aviser que c’est la vie politico-sociale des peuples qui détermine la constitution, et non l’inverse.
Quant à la finalité que poursuit la constitution, Sampay la spécifie comme suit :

« L’être humain, de par sa nature sociable, s’intègre dans une communauté politique, et c’est une constitution qui, nécessairement, institue et ordonne celle-ci.
Le but naturel de la communauté, et de la constitution qui la structure, est de parvenir à ce que tous et chacun des membres de la communauté obtiennent, par voie d’échanges de choses et de services, ce dont ils ont besoin pour être en condition de s’épanouir intégralement en accord avec leur dignité humaine.
Certes : la justice est la vertu qui ordonne les échanges sociaux à telle fin. Cependant, le but naturel de la constitution est de rendre effective la justice.
Le but véritable de la constitution est la justice politique ou bien commun. »

Ce dernier concept de bien commun, qui fonde la légitimité d’une constitution, ne se construit pas par des déductions rationalistes ; c’est l’intelligence humaine qui le fait émerger de la nature. De là il appert que « la constitution exemplaire ou idéale, ce qui équivaut à dire la constitution la meilleure en absolu (la respublica noumenon dans la terminologie kantienne) est celle par laquelle, grâce au développement supérieur atteint par la culture intellectuelle de tous, par la vertu générale et par la technique de production de biens, chacun des membres de la communauté jouit d’une pleine autarcie ». En menant les déductions plus avant, on peut postuler que « la meilleure constitution relativement à la réalité concrète » est celle « par laquelle, en tenant compte du degré de culture intellectuelle et de vertu existant et de la quantité de ressources disponibles, est rendue effective, dans la plus grande mesure possible, la justice politique ».
Il incombe alors à ceux qui exercent les fonctions dirigeantes de la communauté politique de procéder ― en s’appuyant sur les conclusions ci-dessus et en mettant en œuvre, dans le respect des impératifs de la prudence politique, leurs aptitudes spéciales propres à leurs fonctions ― au « choix des moyens appropriés pour instaurer une constitution réelle meilleure, et de la renforcer afin de mettre fin aux intérêts acquis à l’abri de la constitution », constitution donc illégitime, qu’il conviendra de modifier. La légitimité des gouvernants dépendra ainsi (par delà la légalité de l’accession à leurs fonctions) de leur action en faveur de la réalisation de la justice politique. Dans ce cadre de pensée, la constitution cesse d’être le mythe fondateur de la totalité politique, et sa légitimité ne se réduit pas au fait qu’elle est l’expression juridique du contrat originaire. Pour Sampay, la constitution juridique doit refléter l’ordre naturel et naît de l’ethos de chaque peuple ; c’est pourquoi sa légitimité ne s’épuise pas dans son mécanisme de sanction, et que son principe structurant doit être l’harmonie de ses dispositions avec la justice comprise objectivement.

## Ouvrages

### La Constitución de Entre Ríos, ante la moderna ciencia constitucional
Cet ouvrage, que Sampay rédigea à l’âge de 25 ans, aborde le noyau central du constitutionnalisme social. L’auteur observe que les déclarations insérées dans les constitutions, qui au début se présentaient essentiellement comme une série d’interdictions faites à l’autorité politique et cherchaient à préserver l’individu de l’arbitraire des pouvoirs publics, « formaient un îlot autonome, où l’État ne pouvait pas pénétrer ; mais cela ne suffisait pas dans la complexité de la vie moderne, l’homme n’a que faire des droits politiques, il fallait lui assurer les ‘droits économiques’ [...]. Ainsi, dans le droit constitutionnel de l’après-guerre, à côté des déclarations classiques, apparaissent les droits sociaux, comme une obligation positive de l’État envers l’individu ». Invoquant l’opinion de Mirkine-Guetzévitch, Sampay signale que « les textes constitutionnels commencent à reconnaître non seulement l’homme abstrait, mais aussi le citoyen social ». Sampay estime qu’« à temps nouveaux correspond un nouvel ordonnancement juridique. Le droit public surgi au XIXe siècle — auquel appartient notre Constitution nationale et la quasi-totalité des provinciales — est construit sur des principes économiques et philosophiques en passe d’être résolument liquidés : l’idée atomiste de la société de Rousseau, et l’économie individualiste reposant sur les ciments juridico-économiques du droit romain, le droit absolu de propriété et la liberté de conclure des contrats ». Quant à la nouvelle constitution d’Entre Ríos de 1933, elle s’oriente résolument, « pour autant que cela lui est permis par le périmètre de son autonomie constitutionnelle », vers le champ social, et délaisse l’homme isolé du XIXe siècle. En effet, « dans sa partie dogmatique, elle prend en considération les droits sociaux de l’homme, et trace un vaste plan de législation ouvrière, ouvrant la voie au facteur le plus énergique de l’histoire universelle contemporaine, le magnifique mouvement ascensionnel des classes ouvrières ». La « protection des arts, la protection de la jeunesse contre l’abandon moral, spirituel et corporel, de l’éducation, des enfants nés hors mariage, tout cela est compris dans les droits sociaux des constitutions modernes. La transposition des droits de l’homme, du domaine du droit public intérieur vers celui international, est l’évolution la plus moderne des déclarations des droits et synthétise un idéal beau et humanitaire. L’homme a des droits inaliénables, et internationaux, en relation avec sa condition de membre de la collectivité humaine ».
L’auteur attire l’attention sur le fait que dans les constitutions récentes « s’observent de nouvelles idées touchant à la mission de l’État. Selon l’ancienne conception, l’État avait une mission purement juridique, son devoir intérieur consistait à assurer l’ordre et la paix entre les particuliers, en délimitant les droits individuels et en les maintenant dans les limites prescrites. Singulièrement, les relations économiques et sociales entre les individus se trouvaient en dehors de ses attributions, et étaient réservées à l’initiative privée. Dans l’avant-guerre régnait de manière absolue le principe de la liberté individuelle. Les vieilles constitutions étaient avant tout des constitutions juridiques. Les nouvelles constitutions vont plus loin, elles s’occupent aussi des rapports économico-sociaux ». S’il était stipulé dans la constitution d’Entre Ríos que l’État aurait à favoriser, par sa législation, le bien-être économique et social de la collectivité, et si cela « condense le ton moderne de la constitution d’Entre Ríos, en ce qu’elle consacre un État potentiellement intégral », Sampay prévient toutefois que « tous les préceptes de droit social ne sont que de pures aspirations, qu’il s’agira de cristalliser dans la législation commune. Ils forment un programme à réaliser »,.

### La crisis del Estado de derecho liberal-burgués
Ce livre fait le procès du libéralisme et constitue une réflexion sociologique et politique à partir de laquelle Sampay élabore une ontologie de l’État d’inspiration thomiste. L’auteur y entreprend d’abord une revue critique des nouvelles formes d’État apparues au XXe siècle : l’État fasciste italien, celui national-socialiste allemand, l’État soviétique, celui corporatiste portugais, et celui irlandais, pour aboutir à la conclusion qu’il y a lieu de privilégier « l’effort de surmonter la crise de l’État de droit libéral-bourgeois sans recourir à l’absorption de la personne par des entités collectives hypostasiées ». Sampay fait observer que l’État de droit libéral-bourgeois trace une ligne de démarcation absolue entre le domaine économique, où sont préservées les libres initiatives individuelles, et le domaine politique, et se borne aux fonctions strictement indispensables à garantir l’exercice de la liberté dans la sécurité. Les constitutions libérales ont invariablement assuré la neutralité et la non-intervention de l’État face à la liberté économique de la société, et ce par un ensemble de garanties légales précises — en tout premier lieu, par la reconnaissance du droit de propriété, au sens de son usage, usufruit et abus ; ensuite, en assurant la liberté de travail, de contrat, d’industrie, de commerce et de transport terrestre et fluvial. La bourgeoisie se sera rapprochée au mieux de son but le plus précieux quand l’ordonnancement constitutionnel aura opposé le nombre le plus faible possible d’entraves — éthiques et politiques — à l’activité individuelle, créant à son usage propre un réduit juridique infranchissable, désigné généralement par le nom générique de liberté économique. Un autre élément structurel de l’État de droit libéral-bourgeois, qui traduit l’esprit cauteleux de ses concepteurs et leur souci minutieux de la légalité formelle, est constitué par la séparation organique et fonctionnelle des pouvoirs de l’État, comme moyen technique de garantir la sécurité du droit positif,. De cette manière, par l’exacerbation de son individualisme, le libéralisme bourgeois détricote et anéantit l’ensemble social, et par là, argumente sampay, rend impossibles les conditions nécessaires à la réalisation de la démocratie. La liberté dans les Déclarations et Garanties des droits de l’homme ne sont autre chose que des techniques constitutionnelles élaborées en vue de préserver la position de la bourgeoisie. Sur cet arrière-plan de technicisation, et opérant dans un monde où égoïsmes et désirs de profit ont libre carrière, la loi économique de la concentration commence à produire ses effets, et dès lors, le petit propriétaire, le petit commerçant, le petit industriel, dont le libéralisme bourgeois a fait les sujets des droits et des libertés, disparaissent peu à peu. En lieu et place advient alors le grand capitalisme, qui est financier, monopoliste et impérialiste. Sampay conclut en pointant qu’« à cette étape historique cessent d’être valides — si ce n’est pour le grand capitalisme lui-même qui derrière elles abrite ses intérêts — les libertés de propriété, de travail, de commerce et d’industrie, de contrat, de la concurrence, du jeu de l’offre et de la demande ». Aussi la technique et le machinisme mis au service de l’esprit de lucre et de l’accumulation de l’homme moderne, la garantie de l’activité économique et de la libre concurrence instaurée par l’ordonnancement juridique de l’État libéral, entraînent-ils une concentration de plus en plus marquée de la grande industrie capitaliste.

### La filosofía del Iluminismo y la Constitución argentina de 1853
Dans cet ouvrage, dont le titre se traduit par la Philosophie des Lumières et la constitution argentine de 1853, Sampay s’attache à démontrer l’épuisement de l’État libéral et son évincement par de nouvelles conceptions sociales. La philosophie des Lumières a instillé son esprit dans la constitution argentine de 1853, encore que les principes des Lumières furent tempérés par des forces morales reconverties au traditionalisme hispanique qui à l’époque trouva un climat favorable dans le sentimentalisme théiste du Romantisme. Les hommes de la révolution de Mai (1810) fondèrent leur action sur la conception de l’histoire héritée des Lumières. La génération romantique, qui quelques décennies plus tard mit en place l’architecture juridique du pays, plus particulièrement Alberdi, coauteur décisif de la constitution de 1853, élabora, explique Sampay, une technique historiciste pour s’approprier l’idéal des Lumières ayant sous-tendu la révolution de Mai. Cet aspect fonde le conditionnement culturel de la constitution de 1853, et permet de rendre compte de son penchant marqué pour l’économisme bourgeois, qui fut en effet l’élément typique de la dernière phase des Lumières :

« L’idée de base, sous-jacente à tous les courants des Lumières, est la conviction que la raison humaine est capable, par ses propres moyens et sans aucune assistance surnaturelle, de comprendre le monde, et que cette nouvelle façon de le comprendre conduirait à un style moderne de domination sur ce monde. Et les Lumières ont obtenu la reconnaissance universelle de cette idée dans les sciences naturelles et spirituelles, en physique et en éthique, en philosophie et religion, en histoire, dans le droit et la politique. »

La neutralité culturelle de l’État, qui en réalité n’en est pas, mais bien plutôt un positionnement agnostique, consacrée par la constitution argentine de 1853, est la pierre de touche de sa filiation des Lumières. Pour Sampay, il apparaît évident que les principales caractéristiques de la modernité, savoir le rationalisme et l’économicisme bourgeois, sont à la base des a-priori culturels de la constitution de 1853. En Argentine en effet, la théorie du droit naturel, rationnellement conçu, fut rapidement adoptée, et en ce qui concerne la pratique législative, des garanties pour la liberté individuelle et des limites au pouvoir de l’État furent fixées dès l’acte capitulaire du 25 mai 1810, puis dans tous les statuts constitutionnels ultérieurs, qu’ils soient nationaux ou provinciaux. De là vient que le Chapitre des déclarations, droits et garanties de la constitution de 1853 comporte l’adoption du droit naturel des Lumières comme mode ou catégorie logique a priori de tous les droits individuels édictés. Sampay conclut que les Lumières étaient le cadre mental, le modèle sous-jacent de toutes les productions culturelles d’une classe sociale qui, dans un contexte historique déterminé, parvint à imposer ses titres à la domination et à universaliser un ethos qui était le sien propre. En guise de conclusion générale, l’auteur déclare :

« En établissant la filiation du substrat philosophique, inexprimé mais déterminant, de la constitution argentine de 1853, nous avons donné la clef de voûte pour sa compréhension exacte. C’est ensuite qu’en toute rigueur l’on pourra éprouver si les valeurs des Lumières qui façonnent la constitution de 1853 sont encore vivaces ou si elles appartiennent à une sphère culturelle déjà étiolée ; s’il y a adéquation entre ce système idéel et la réalité politique actuelle, ou s’il s’agit d’un simple dispositif maintenu par l’inertie de l’histoire.. »

### Introducción a la Teoría del Estado
Ouvrage monumental, maître-livre de la sciencie politique argentine, dont la rédaction prit plusieurs années à son auteur, Introducción a la Teoría del Estado a été reconnu internationalement comme l’un des traités de droit politique les plus achevés au monde. Dans la première partie, Sampay s’emploie à analyser et à évaluer, selon les critères de la gnoséologie réaliste, les différentes théories de l’État et leurs fondements, en particulier la pensée de Jellinek, Kelsen, Duguit, Sorel, Marx, Pareto, Mannheim, Max Weber, Scheler, Heller etc.,, mettant en évidence, par l’application d’une méthode historique critique, le lien existant entre les différents auteurs et le progrès des idées par le « processus de déréalisation de l’État », la « tentative phénoménologique de récupérer l’objet réel de la théorie de l’État », et enfin développant la « gnoséologie idéologique de l’État ». Dans la deuxième partie, l’auteur entreprend de fonder le droit politique sur le droit naturel et expose sa propre conception de la théorie de l’État et des sciences connexes. Sampay rappelle que la théorie de l’État prend pour objet d’étude la réalité étatique à laquelle nous appartenons, l’État tel qu’il existe, en tant qu’unité concrète et dynamique qui se présente à nous à notre époque et dans notre espace historiques ; le réalisme ontologique de Sampay le porte à décrire l’État concret historique qui lui est contemporain, avec sa structure et fonction actuelles, incarnant le point de transition entre le repli d’une évolution historique consommée et la ligne d’horizon d’une réalité politique que se déploie vers le futur.
Revenant sur la problématique constitutionnelle, l’auteur formule le principe selon lequel une constitution…

« fixe les moyens préférés par un État concret pour atteindre son but, ces moyens étant toujours en connexité avec les finalités constitutives de sa vocation telle que née des racines historiques qui ont été à son origine ; elle adapte cette organisation aux facteurs extrinsèques découlant des caractéristiques propres de la population et du territoire ; elle prescrit la façon de distribuer le pouvoir de l’État et la procédure instrumentale pour la désignation des sujets de ce pouvoir, par quoi elle détermine l’individualité de l’État concret, façonne sa réalisation actuelle, c’est-à-dire lui imprime une existence qualifiée. »

### Las ideas políticas de Juan Manuel de Rosas
Dans ce livre, Sampay analyse en détail la formation et l’action politique de l’homme d’État argentin Juan Manuel de Rosas, ainsi que ses nombreux écrits et documents. Le livre comporte en annexe, outre plusieurs documents inédits de Rosas, également un ensemble de textes déjà parus, mais dont Sampay estime la connaissance indispensable pour pénétrer la pensée politique rosiste. L’auteur souligne que...

« Rosas, d’une solide vocation pour la politique, forma précocement ses idées, par des études méticuleuses et de profondes réflexions. En pleine jeunesse, il exposa par écrit, dans des plans de gouvernement qu’il conçut, ses idées, non pas tant, assurément, pour les diffuser, que pour — ainsi qu’il arrive aux hommes d’authentique vocation politique — se les clarifier à lui-même ». »

La Confédération argentine fut la grande œuvre de Rosas ; cependant, il lui fallut d’abord imposer son critère globalisateur avant de mettre en chantier l’organisation définitive du pays sur la base du Pacte fédéral de 1831, et ce fut là sa principale œuvre constitutionnelle. Le réalisme socio-politique de sa pensée, qui prenait en considération les « facteurs de pouvoir », tant intérieurs qu’étrangers, lui fit percevoir que la transition du Pacte de confédération à une constitution fédérale ne pouvait se faire qu’à certaines conditions, que la réalité argentine de l’époque ne remplissait pas. Rosas, indique l’auteur, considérait comme une priorité de fixer préalablement « la façon dont chaque État fédéré pouvait créer ses rentes particulières sans porter préjudice aux intérêts généraux de la République », et ce ne serait « qu’ensuite qu’on procéderait à la nomination du chef (Président) de la République, et à la mise en place du Gouvernement général […]. Comme il n’y a pas eu jusqu’ici entre nous, et qu’il n’y en a pas aujourd’hui, union et tranquillité, il est moins grave qu’elle [ladite constitution] n’existe pas, que de subir les ravages de sa dissolution ». Rosas avait un concept politique clair concernant les provinces et un projet nettement défini pour la future organisation constitutionnelle de l’Argentine, et consigna ses plans sur le papier, dans une lettre au caudillo Facundo Quiroga, peu avant son deuxième gouvernement. Sa pensée à propos de la constitution s’y trouve notamment exposée : en substance, il n’admettait pas qu’il fût possible d’adopter une telle constitution sans auparavant avoir organisé les institutions provinciales ; « il faut tout reconstruire en fractions, disait-il, pour établir ensuite un système général qui englobe tout »,. Particulièrement significatif est le passage suivant de la missive susmentionnée :

« Enfin, M. Quiroga saisira l’occasion de faire comprendre dans tous les villages qu’il traversera que le congrès sera souhaitable dès qu’il pourra se tenir ; mais qu’à l’heure actuelle, il est vain de réclamer le congrès et la constitution sous le système fédéral, pendant que chaque État ne s’est pas ordonné intérieurement et ne donne pas, dans un ordre stable et permanent, des preuves pratiques et positives de son aptitude à former une fédération avec les autres États. »

Ce qui porta Sampay à étudier plus spécialement la figure de Rosas était l’importance qu’il attachait à la personnalité de celui-ci et à son rôle dans l’organisation nationale ; toutefois, Sampay pour autant n’était pas rosiste, mais un chercheur qui se penchait sur la pensée politique du dirigeant fédéraliste, et cela non sans esprit critique, à telle enseigne qu’il qualifia ses idées de « réactionnaires », ce terme étant pris « dans l’exacte acception que donne à ce vocable la science politique, savoir : la doctrine qui préconise de restaurer, ou le politicien qui prétend restaurer, non des principes de conduite sociale déchus et objectivement valables, mais des modes hiérarchiques de vie collective arasés par le progrès social ». Sampay relève que « Rosas sut obtenir, au terme de quelques années de guerres civiles et de négociations, que toutes les provinces adhérassent au Pacte, ce par quoi celui-ci devint la Constitution en vigueur jusqu’à ce que fût sanctionnée la Charte fédérale de 1853 », et qu’il « impulsa l’unification politique des provinces sous l’hégémonie de la province de Buenos Aires, et même cela comportait partiellement un progrès de la Nation [argentine], comme le fut l’union politique des États allemands sous la subordination de la Prusse féodale que Bismarck imposa ».
En 1974, à l’occasion du rapatriement des restes de Rosas, Sampay nota :

« D’un autre côté, la conduite de Rosas à l’égard de la souveraineté nationale, dont il fut un défenseur acharné, est un modèle de la plus haute actualité. En effet, le principal instrument pour atteindre la libération du pays est une défense tenace de la souveraineté nationale — celle-ci étant à entendre comme le pouvoir suprême et inattaquable de la communauté politique de régler l’utilisation de toutes les ressources qu’elle possède de sorte à les mettre au service de la gestion du bien-être moderne du peuple argentin. »

### Constitución y pueblo
Dans la décennie 1960, Sampay arguait que les changements dans les modes de production devaient nécessairement entraîner une accélération des transformations sociales et déterminer des conditions de faisabilité de la justice sociale meilleures qu’en 1949, année où il jeta les bases de la constitution péroniste. La tyrannie idéologique du droit positif, sacralisée à nouveau par la remise en vigueur de la constitution de 1853/1960 après le coup d’État de septembre 1955, amena Sampay à rappeler qu’une constitution écrite est l’émanation de la constitution réelle, autrement dit de la structure sociale existante. Il insista en outre que le droit positif est un ensemble de règles au service de l’intérêt général, et que leur interprétation doit toujours tendre à la poursuite de ce bien supérieur.
Dans la première édition de Constitución y pueblo, l’auteur réunit plusieurs conférérences de droit constitutionnel qu’il avait prononcées aux universités de Córdoba, Tucumán et Bahía Blanca, en plus d’un document de travail rédigé par lui à l’attention du Premier congrès national en défense des entreprises de l’État argentin. La deuxième édition, parue en 1974, incorpore le texte El cambio de estructuras económicas y la Constitución Argentina, un chapitre sur Concepto y tipología del desarrollo político (desarrollo = développement), et, comme troisième adjonction, le texte de résolution pour le Premier congrès de l’unité latino-américanaine, où il énonça les « principes véritables devant régir la nationalisation de biens ». La première édition débute par des Advertencias Preliminares, où il proclama derechef que « la constitution a pour finalité de réaliser la justice, ce qui veut dire le bien-être du peuple », que dès lors une telle constitution devait être jugée positivement à l’aune de ce qu’elle réussit ou non, compte tenu des circonstances historiques, à accomplir le bien du peuple », et que « dans son application juridique, elle devait être interprétée dans le sens de l’obtention de ce bien du peuple » ; il conclut ses Avertissements préliminaires en affirmant que…

« ce qui anime les présentes leçons, c’est mon engagement en faveur de l’aspiration actuelle, légitime en soi, des peuples à une constitution réelle que soit juste. Car je suis obligé d’adopter cette attitude, attendu que la fin ultime des sciences qui traitent des choses naturellement prédisposées à la pratique n’est pas de les connaître et de les contempler, mais de les faire. Il ne suffit pas par conséquent de théoriser au sujet de la justice, mais il s’agit de lutter pour la réaliser. »

Sampay argumenta que les actes d’un gouvernement de facto sont justes dès lors qu’ils tendent à mettre des biens suffisants à la disposition de tous les membres de la collectivité, et injustes les actes qui, en défendant ou en restaurant les privilèges de la classe sociale détentrice des moyens de production, font obstacle à la réalisation de ce dessein humain primordial. Par voie de conséquence sont à considérer comme illégitimes les dénationalisations décidées par un gouvernement de facto, parce que la politique en la matière n’a pas fait préalablement l’objet d’une légitimation démocratique, et que l’administrateur de ces biens, à savoir le gouvernement, a aliéné le bien d’autrui sans mandat du propriétaire, qui est le peuple.
Dans le chapitre intitulé ¿Qué Constitución tiene la Argentina y cuál debe tener? (littér. Quelle constitution a l’Argentine et laquelle doit-elle avoir ?), Sampay note :

« Malgré la violence déclenchée par les forces qui, pour préserver leurs privilèges, s’opposent à l’irrémissible progrès de la justice, et malgré les plans destinés à faire en sorte que les couches populaires agissent contre leurs propres intérêts — plans tramés par des politologues, sociologues, économistes et juristes au service desdites forces —, il est aisé de prévoir, si l’on est attentif au sens porté par le rythme vertigineux de l’histoire et au long processus de conscientisation politique du peuple argentin qui a débouché sur sa combativité réfléchie actuelle, que notre pays est à la veille de réaliser la révolution sociale dont il a besoin, à travers l’accès des couches populaires au gouvernement. C’est-à-dire qu’il lui faudra bientôt changer sa constitution réelle et, à partir de là, rédiger une nouvelle constitution écrite propre à structurer la prédominance politique des couches populaires et à ordonner l’activité et l’usage des biens sociaux, en vue d’établir la justice. »

### Las constituciones de la Argentina entre 1810 y 1972
À une Étude préliminaire intitulée La evolución constitucional argentina s’enchaîne une série de chapitres où se trouvent reproduits des documents précis de l’histoire constitutionnelle de l’Argentine, à commencer par ceux relatifs à la semaine de Mai de 1810, et y compris l’Amendement constitutionnel et Bases de la législation électorale (du 26 octobre 1971), et la Réforme de la constitution nationale sanctionnée par la Junte des commandants en chef de la période de facto. Le livre, qui présente un aperçu de l’évolution politique et institutionnelle de l’Argentine à partir de la révolution de Mai de 1810, permet donc de prendre connaissance des événements pertinents et de comprendre les documents sur la base desquels fut élaboré le cadre constitutionnel de l’Argentine durant les différentes étapes de son devenir historique. En même temps, il fournit les concepts nécessaires pour soutenir (en 1975, date de parution de l’ouvrage) le débat constitutionnel indispensable à l’avenir du pays.
Au fil des pages du livre, l’on peut discerner clairement comment, dans les différentes étapes de l’évolution historique de l’Argentine, la constitution réelle régnante trouva sa réplique écrite dans les normes constitutionnelles (que ce soit statuts, règlements ou constitutions) adoptées lors de chacune de ces étapes, en accord avec les desseins et intérêts de ceux qui bénéficiaient de la prépondérance politique et en fonction des facteurs intérieurs ou extérieurs prédominants, favorables ou non à leur projet.

### La influencia británica en Mayo de 1810
Ce volume, publié posthumément en 2010, rassemble des textes inédits que Sampay avait communiqués à Alberto González Arzac. Dans ces textes, l’auteur s’emploie à mettre au jour le rôle des Britanniques dans les événements de mai 1810 et l’incidence de la présence anglaise sur le déroulement de ces événements. Grâce aux documents reproduits en facsimilé, le lecteur peut observer et appréhender plus profondément la conduite impériale britannique dans les premières décennies du XIXe siècle. Bien que Sampay n’ait pas pu conclure ses recherches sur ce point, les événements survenus dans le Río de la Plata en mai 1810, et leur répercussion ultérieure, sont ici observés avec précision, ainsi que le rôle joué par la situation internationale qui régnait alors et par l’action à Buenos Aires du Comité des commerçants britanniques, fondé au début de cette année. Selon le projet des hommes de Mai, le libre commerce octroyé aux Anglais, en plus de garantir un débouché aux produits d’élevage argentins, devait apporter, en immobilisant la marine espagnole, la protection des vaisseaux anglais pour permettre à ce commerce d’avoir lieu, et contribua à assurer l’indépendance des Provinces du Río de la Plata.

### Ouvrages d’Arturo Sampay
- (es) La Constitución de Entre Ríos, ante la moderna ciencia constitucional, Paraná, Pedrassi, 1936
- (es) La crisis del Estado de derecho liberal-burgués, Buenos Aires, Editorial Docencia (rééd. 2011, en facsimile, tome II des Œuvres choisies), 1942
- (es) La filosofía del Iluminismo y la Constitución argentina de 1853, Buenos Aires, Editorial Depalma, 1944
- (es) Introducción a la Teoría del Estado, Buenos Aires, Bibliográfica Omeba (rééd. 1961), 1951, rééd. 1961
- (es) Las ideas políticas de Juan Manuel de Rosas, Buenos Aires, Juárez Editor, 1972
- Constitución y pueblo, Buenos Aires, Cuenca Ediciones, 1973 (1re éd.) ; 1974 (2e éd.)
- Las constituciones de la Argentina entre 1810 y 1972, Buenos Aires, Eudeba, 1975
- La influencia británica en Mayo de 1810, Buenos Aires, Quinqué Editores, 2010

### Publications sur Arturo Sampay
- Francisco Arias Pelerano, La importancia de Arturo Enrique Sampay en las ciencias políticas contemporáneas, Buenos Aires, Educa, 1995
- Alberto Buela, « Sampay: Padrino del constitucionalismo social », El Mercurio Digital, vol. 8 octobre 2007,‎ 2007 (lire en ligne, consulté le 18 juin 2012)
- Alberto González Arzac, « Arturo Enrique Sampay », Realidad Económica, vol. 16 février — 31 mars 2007, no 226,‎ 2007, p. 7-13 (lire en ligne)
- Celso Ramón Lorenzo, Manual de Historia Constitucional Argentina, vol. III, Rosario, Juris, 1999 (ISBN 978-950-78-6409-4, lire en ligne), « La Constitución de 1949 », p. 163 etss
- (es) Edgardo Madaria (dir.), Doscientos años del humanismo cristiano en la Argentina, Universidad Católica Argentina, 2012 (ISBN 978-987-62-0220-6), « El aporte socialcristiano al constitucionalismo social en la etapa peronista : los doctores Arturo Sampay y Pablo Ramella », p. 525-567
- Carlos Pérez Zavala (dir.), El pensamiento alternativo en la Argentina del siglo XX : Obrerismo, vanguardia, justicia social (1930-1960), vol. II, Biblos, 2006 (ISBN 978-950-78-6409-4, lire en ligne), « Bienes de producción y recursos naturales en la teoría constitucionalista de Arturo Sampay », p. 173-190
- (es) Ernesto Adolfo Ríos, « Las ideas constitucionales de Arturo Sampay », Escenarios, Buenos Aires, Unión del Personal Civil de la Nación (UPCN),‎ 2009 (lire en ligne, consulté le 19 mars 2018)
- (es) Jorge Francisco Cholvis, « Pensamiento y obra de Arturo E. Sampay », Realidad económica, Buenos Aires, no 306,‎ 2016, p. 16-46 (ISSN 0325-1926, lire en ligne, consulté le 20 mars 2018)